# Jean Gautherin

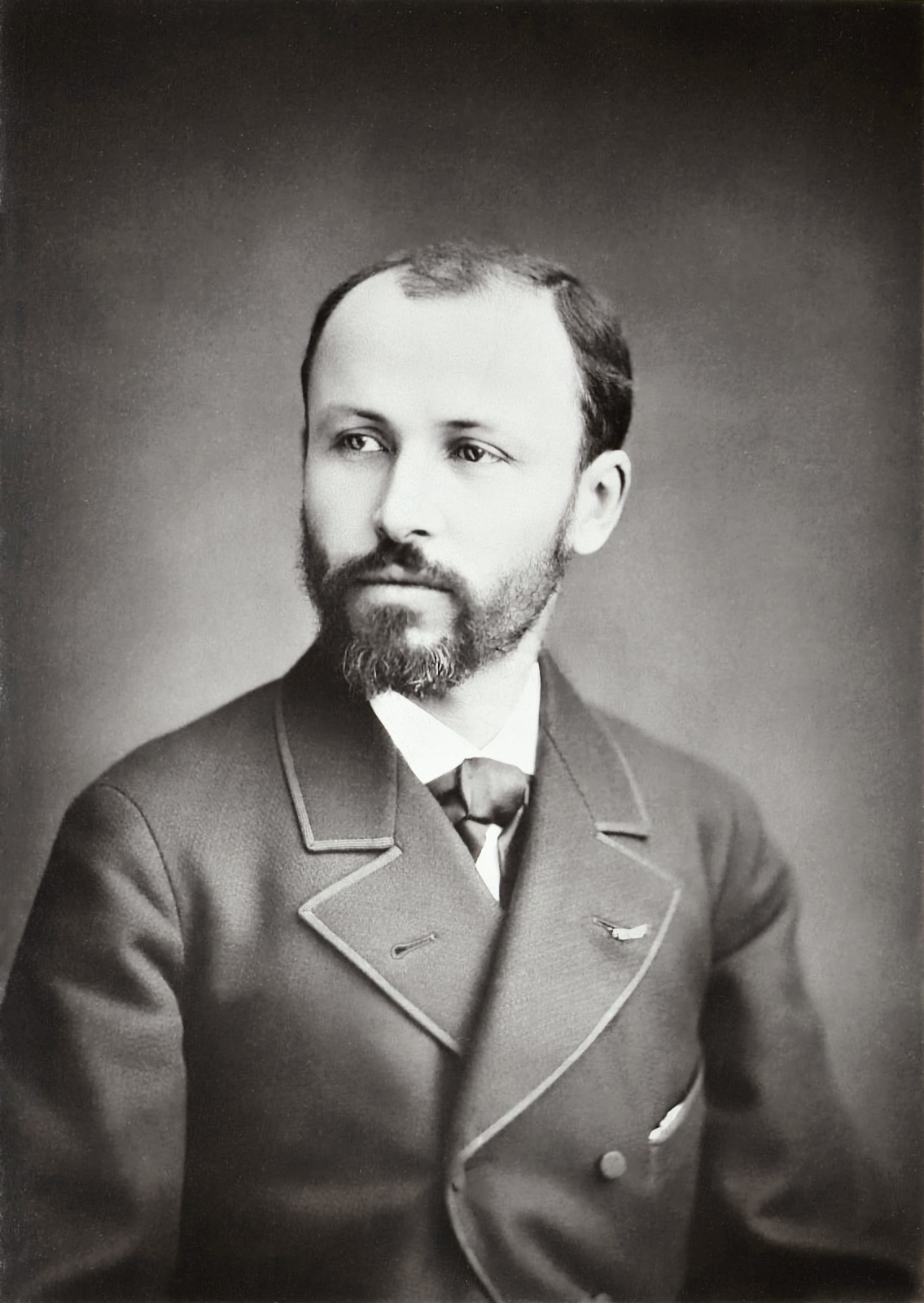
Jean Gautherin (um 1876)

Jean Gautherin (* 28. Dezember 1840 in Savault, Département Nièvre; † 21. Juli 1890 in Paris) war ein französischer Bildhauer.

## Leben
Jean Gautherin erlernte zuerst das Holzschnitzerhandwerk. 1864 begann er ein Studium an der École des Beaux-Arts in Paris als Schüler von Charles Gumery, Paul Dubois sowie Alexandre Falguière und debütierte 1865 auf dem Pariser Salon mit einem Bronzemedaillon des docteur Simon Marx für dessen Grabmal auf dem Pariser Friedhof Père-Lachaise. Bis 1890 nahm er jedes Jahr an den Ausstellungen teil und zeigte unter anderem 1868 eine Statue des Narziss, eine Büste seines Lehrers Gumery und 1870 eine Statue des Hl. Sebastian. Die Ny Carlsberg Glyptotek in Kopenhagen besitzt einige seiner Werke, darunter die marmorne Sitzstatue der Zarin Maria Fjodorowna aus dem Jahr 1889.

## Werke (Auswahl)
- Clotilde de Surville, Marmor, 1874
- Das verlorene Paradies (1878, in Marmor 1881) im Parc Monceau
- Die Republik oder (Marianne) 1879
- Rathaus in Paris: Kolossalstatuen Krieg und  Frieden, Sale St. Jean; Marmorbüste der République française, Salle du budget; Relief Stadt Paris, Hauptfassade; 1880
- Sitzbild Denis Diderot, 1884, am Boulevard Saint-Germain, vor der Nr. 145, wo er einst wohnte
- Die Arbeit, Bronzestatue, 1884
- Bronzebüste des Malers Aligny
- Büste des Malers Paul Chenavard, 1890
- mehrfach Modelle für Silberstatuetten für das Kunstgewerbehaus Christofle

## Galerie

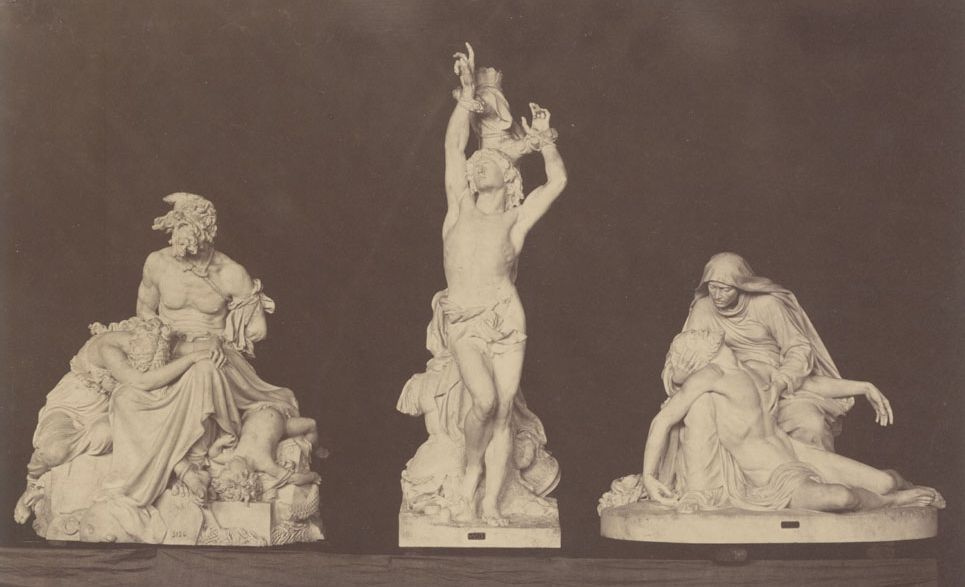
Sankt Sebastian, 1876, (Mitte)
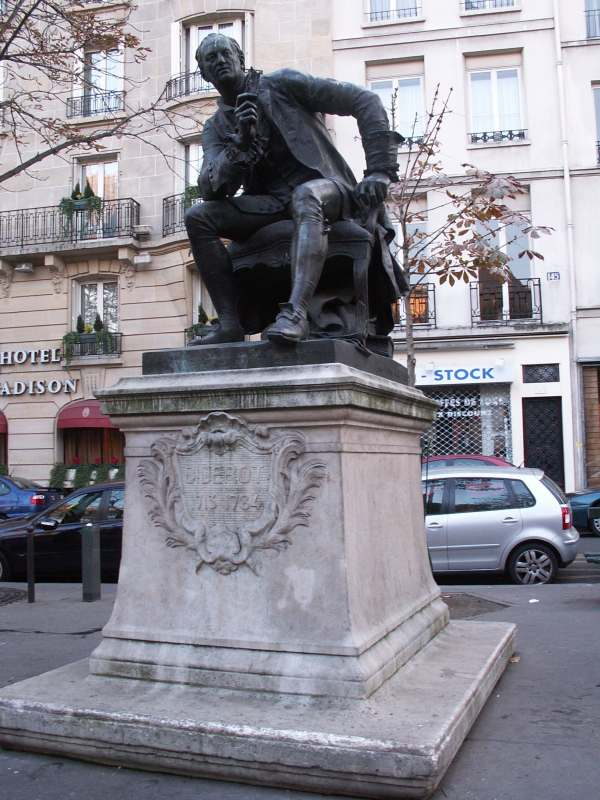
Diderot, am Boulevard Saint-Germain 145
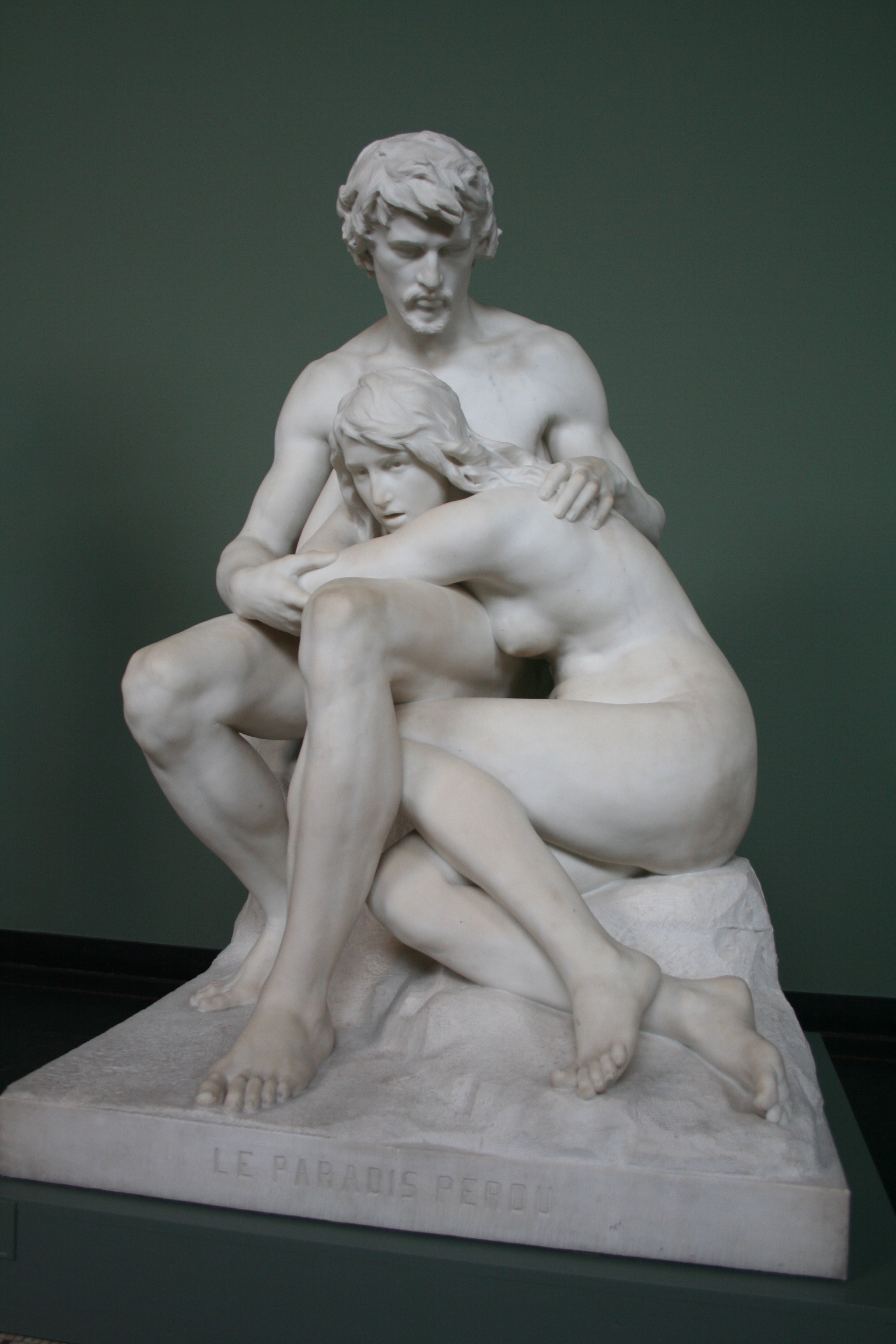
Le Paradis perdu, Ny Carlsberg Glyptotek
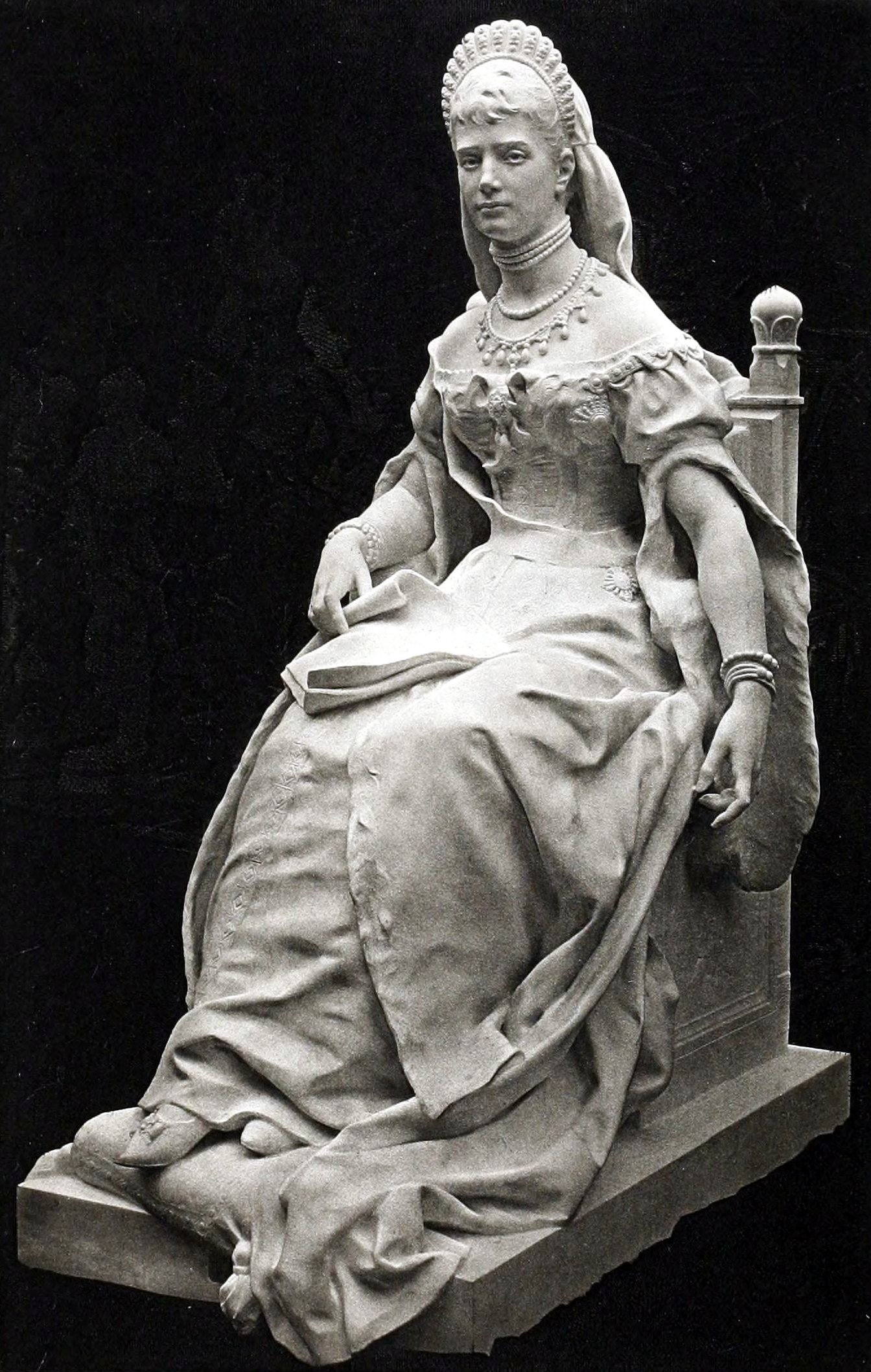
Maria Fedorovna, l’impératrice de Russie, Ny Carlsberg Glyptotek